# Lindau
Lindau je njemački grad i sjedište istoimenog okruga na jugozapadu bavarskog upravnog područja Schwaben. Grad Lindau leži na otočiću uz istočnu obalu Bodenskog jezera na tromeđi Njemačke, Austrije i Švicarske.
Susjedni okruzi su Bodensko jezero i Ravensburg u Baden-Württembergu na sjeveru, Oberallgäu na istoku i na jugu austrijska savezna pokrajina Vorarlberg. 
Povijesna jezgra grada smjestila se na otoku (0,68 km²) uz obalu Bodenskog jezera. Otok je nasipom i mostom spojen s kopnom, a gradu teritorijalno pripada i sićušni otočić Hoy. Turizam je tijekom ljetne sezone jedan od glavnih izvora prihoda, a grad je poznat i po godišnjim skupovima dobitnika Nobelove nagrade, kao i po Tjednima psihoterapije. Jedna od glavnih atrakcija grada je i državna Bavarska kockarnica (Bayerische Spielbank).
Ime grada potječe od izraza Linden Au koji označava riječni krajolik obrastao stablima lipe, a iz vremena Rimskog Carstva potječe ime Lindavia.

## Galerija
- Kula Mangturm u luci

## Vanjske poveznice
- Službene stranice grada
- Službene stranice okruga Lindau (Bodensee)
- Turizam  Arhivirana inačica izvorne stranice od 3. prosinca 2006. (Wayback Machine)
- 3D-karta okruga
- [neaktivna poveznica]